# Karl Dönitz
Karl Dönitz (pronunciado /karl ˈdøːnɪts/ (escucharⓘ)) (Grünau bei Berlin, 16 de septiembre de 1891-Aumühle, 24 de diciembre de 1980) fue un marino alemán que participó en la Primera y en la Segunda Guerra Mundial. Comandó la Kriegsmarine de la Alemania nazi desde el 30 de enero de 1943 hasta el 1 de mayo de 1945, con el rango de Großadmiral. En su testamento, Adolf Hitler lo nombró su sucesor como Reichspräsident, cargo que desempeñó desde el 30 de abril  hasta el 23 de mayo de 1945, cuando fue detenido por el alto mando británico.
Karl Dönitz fue quien ordenó firmar la rendición de Alemania ante los Aliados el 8 de mayo de 1945, terminando con ello la Segunda Guerra Mundial en Europa.
Fue detenido por los Aliados y llevado a la ciudad de Núremberg, donde fue condenado por crímenes contra la paz y crímenes de guerra. Se le acusó de haber instruido a sus tropas para la guerra aún en tiempos de paz y de ser el responsable de la Orden N.º 154, por la cual se desarrolló la ilimitada guerra submarina, violando los principios de la guerra naval. Fue declarado culpable y condenado a diez años de prisión. Salió en libertad el 1 de octubre de 1956, y se retiró a vivir en una aldea cercana al puerto de Hamburgo, donde se dedicó a escribir acerca de sus experiencias durante la guerra, llegando a publicar dos autobiografías. Murió a los ochenta y nueve años en 1980.

## Biografía

### Juventud y primeros años
Nacido en Grünau bei Berlin, cerca de Berlín, Karl Dönitz ingresó en 1910 en la Marina Imperial con el rango de cadete. Participó en la Primera Guerra Mundial como miembro de la tripulación del crucero Breslau, que realizó diversas operaciones militares en el mar Mediterráneo. Cuando su navío pasó a formar parte de la flota del Imperio otomano, Dönitz entró en acción en el mar Negro contra fuerzas de la Armada del Imperio ruso. En septiembre de 1916 fue transferido a la fuerza de submarinos. En esta fuerza le correspondió servir en tres unidades distintas:
- SM U 39, efectuando cinco patrullas entre enero y diciembre de 1917.
- SM UC 25, en la que realiza dos patrullas entre marzo y septiembre de 1918.
- SM UB 68, en la que realiza una patrulla entre septiembre y octubre de 1918.

El 4 de octubre de 1918, su unidad tuvo problemas de estanqueidad y, tras naufragar y perder a seis hombres de la dotación, Dönitz es capturado por los británicos. Regresó a Alemania en 1919.En 1920 participó en el golpe de Estado de Kapp. Formó parte de la Reichswehr, siendo nombrado teniente de navío en 1921, capitán de corbeta en 1928 y capitán de fragata en 1933. Al año siguiente se le comisiona como comandante del crucero Emden, en el cual realiza un crucero de instrucción de un año, encargado de la formación de los nuevos oficiales de la Armada. En 1935 es ascendido al grado de capitán de navío de la reconstituida Kriegsmarine de la Alemania nazi.
En septiembre de 1935 recibe el mando de la 1.ª flotilla de sumergibles Wediggen con solo tres unidades (U 7, U 8 y U 9). El 1 de enero de 1936 es nombrado jefe de los submarinos o FdU (Führer der Unterseeboote), cargo reformado el 19 de septiembre de 1939 como BdU (Befehlshaber der Unterseeboote, comandante supremo de los submarinos). En enero de aquel año, en vísperas de la Segunda Guerra Mundial, Dönitz es ascendido al grado de comodoro, y el 10 de octubre, una vez iniciadas las hostilidades, al de contralmirante.

### Segunda Guerra Mundial
Antes de la Segunda Guerra Mundial, Dönitz había presionado para conseguir que la flota alemana se basara en submarinos, pues consideraba que los buques de superficie eran altamente vulnerables y, además, la Armada Británica era mucho más poderosa en este tipo de embarcaciones de superficie. Los cálculos de Dönitz para sacar a Gran Bretaña de la guerra y obtener el dominio del océano Atlántico requerían de una flota de trescientos sumergibles que cortasen los suministros aliados. En una posición opuesta se encontraba el almirante Erich Raeder, más conservador y que no confiaba en la capacidad alemana para enfrentarse a la flota inglesa, que entonces era comandante de la fuerza de submarinos o U-Boote (según la denominación en alemán), donde alcanzaría la fama al mandar estas fuerzas durante la batalla del Atlántico.
Al comenzar el conflicto, Dönitz comprobó que la flota no estaba preparada para la guerra. Apenas contaba con cincuenta sumergibles, algunos de corto alcance o costeros, como los U-Boote Tipo II. El Führer solicitaba que tales unidades fueran destinadas a combatir a las unidades de la Armada Británica, en vez de atacar las unidades de suministros. Pese a lo anterior y ante la grave derrota provocada por el hundimiento del acorazado Bismarck, el almirante logró reforzar sus ataques contra la flota mercante, obteniendo grandes triunfos.

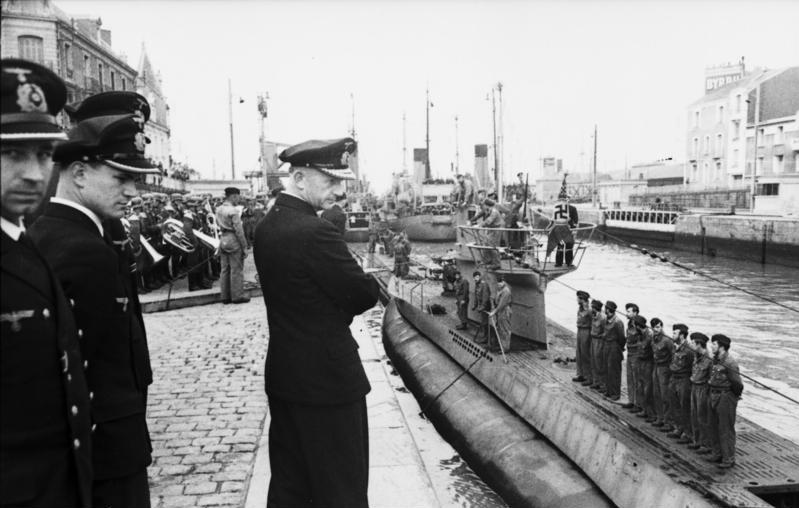
Dönitz observa la llegada del U-Boot U 94 a Saint-Nazaire en junio de 1941.

Sin embargo, las operaciones directas contra barcos de guerra se mostraron contrarias a la flota alemana, con lo que las unidades se centraron en los objetivos que ya había adelantado Dönitz en su día: los buques mercantes. En 1941, Dönitz decide poner una nueva estrategia a respuesta a la introducción de los convoyes de suministros por parte de Gran Bretaña. Esta consistía en reunir sus submarinos para formar en una larga línea de patrullaje y usar señales para acercarse al enemigo y así superar la defensa naval del enemigo. Esta estrategia fue muy efectiva en sus primeros usos. Los daños causados a los convoyes de suministros eran muy grandes y la armada alemana recibía los primeros sumergibles del Tipo VII. Pero la victoria no podría ser alcanzada por dos motivos. Primero, la entrada de los Estados Unidos en el conflicto en diciembre de 1941 provocó un grave cambio en el equilibrio de fuerzas navales; y segundo, la obtención de la máquina criptográfica Enigma permitió a los Aliados descifrar los mensajes entre las unidades navales alemanas. Solo el 1 de febrero de 1942 las unidades Tritón de la flota recibieron máquinas Enigma mejoradas (M4), pese a lo cual sus códigos fueron descifrados en diez meses por los Aliados. Durante este intervalo, sus fuerzas volvieron a obtener grandes triunfos contra el sistema de convoyes aliados.
Dönitz fue ascendido el 30 de enero de 1943 al grado de gran almirante (Großadmiral), equivalente al de Generalfeldmarschall del Heer y la Luftwaffe. Este ascenso le otorgó a su vez el cargo de Oberbefehlshaber der Kriegsmarine o jefe supremo de la Kriegsmarine, el máximo puesto en el Oberkommando der Marine, sustituyendo al también gran almirante Erich Raeder en el cargo. Esto no obstó a que Dönitz continuase al mando de las unidades de guerra submarina.
Al final de la guerra, los últimos modelos de submarinos alemanes operativos, los tipo XXI y tipo XXIII, fueron capturados intactos por los Aliados, principalmente norteamericanos y soviéticos. Estos sirvieron de base para desarrollar clases de submarinos dotados con los adelantos de la ingeniería naval alemana.

### La capitulación

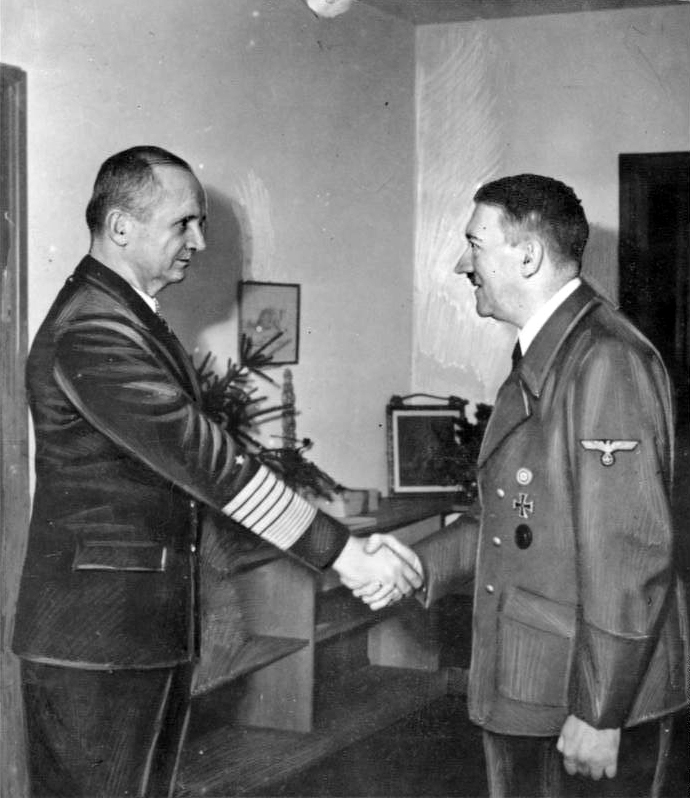
Dönitz y Hitler en el Führerbunker en 1945.

En los últimos días de la guerra, Hitler dejó en su testamento como heredero del Tercer Reich a Dönitz, para sorpresa del Alto Mando alemán, cargo que asumió el 30 de abril de 1945 después del suicidio de Hitler. No llegó a recibir el título de Führer, pero sí el de Reichspräsident o jefe de Estado. El 7 de mayo de 1945 autorizó al general Alfred Jodl a firmar la capitulación alemana. El 8 de mayo entró en vigor la rendición ante franceses, estadounidenses y británicos en Reims y ante los soviéticos en Berlín. El día siguiente Dönitz dio la orden de rendición a todas las fuerzas alemanas. Después Dönitz se retiró a Flensburgo-Mürwik, cerca de la frontera con Dinamarca,[cita requerida] y siguió celebrando reuniones con su gabinete y verificando que sus órdenes fueran cumplidas. De esta manera ordenó que se siguiera aplicando la pena de muerte a desertores y amotinados del ejército. Los Aliados nunca reconocieron a Dönitz ni a su gobierno, si bien dejaron que continuase al mando de las unidades que ya rendidas se movían por Europa.
El 22 de mayo, su ayudante Lüdde-Neurath le comunicó que el Consejo de Control Aliado exigía que a la mañana siguiente, acompañado por Hans-Georg von Friedeburg y Jodl, se trasladase a bordo del buque «Patria», donde estaba alojada dicha comisión. Una vez allí, subieron a bordo del buque sin honores de ningún tipo, salvo el acompañamiento de los flashes de las cámaras de los fotógrafos. Frente a una mesa en la que estaban sentados Dönitz, Jodl y Friedeburg, se acomodaban los jefes de la Comisión Aliada de Control, formada por el general de división estadounidense Rooks, el general soviético Truskov y el general británico Ford. Tras la lectura por parte del general Rooks de una comunicación en la que se disponía que, por orden de Eisenhower, él y el Alto Mando de la Wehrmacht quedaban detenidos, pasaron a ser considerados prisioneros de guerra. Al preguntársele si tenía alguna cosa que oponer, se limitó a asentir diciendo: «Cualquier palabra sería superflua».

### El juicio de Núremberg y sus días finales

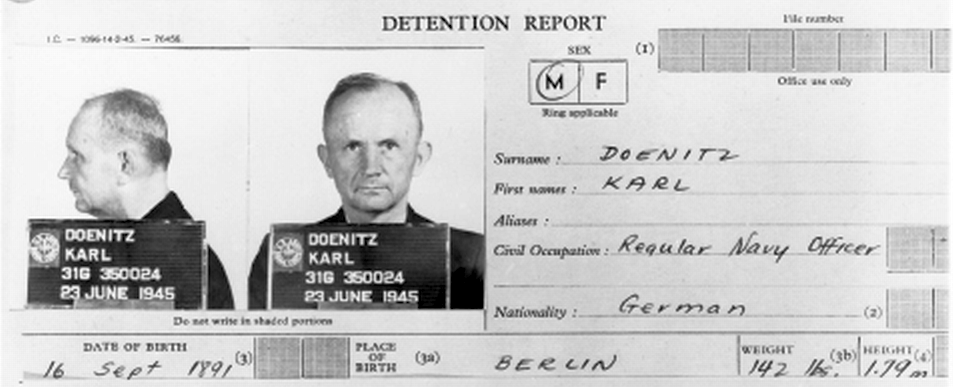
Ficha de detención del almirante Dönitz el 23 de junio de 1945, tras su captura por los Aliados.

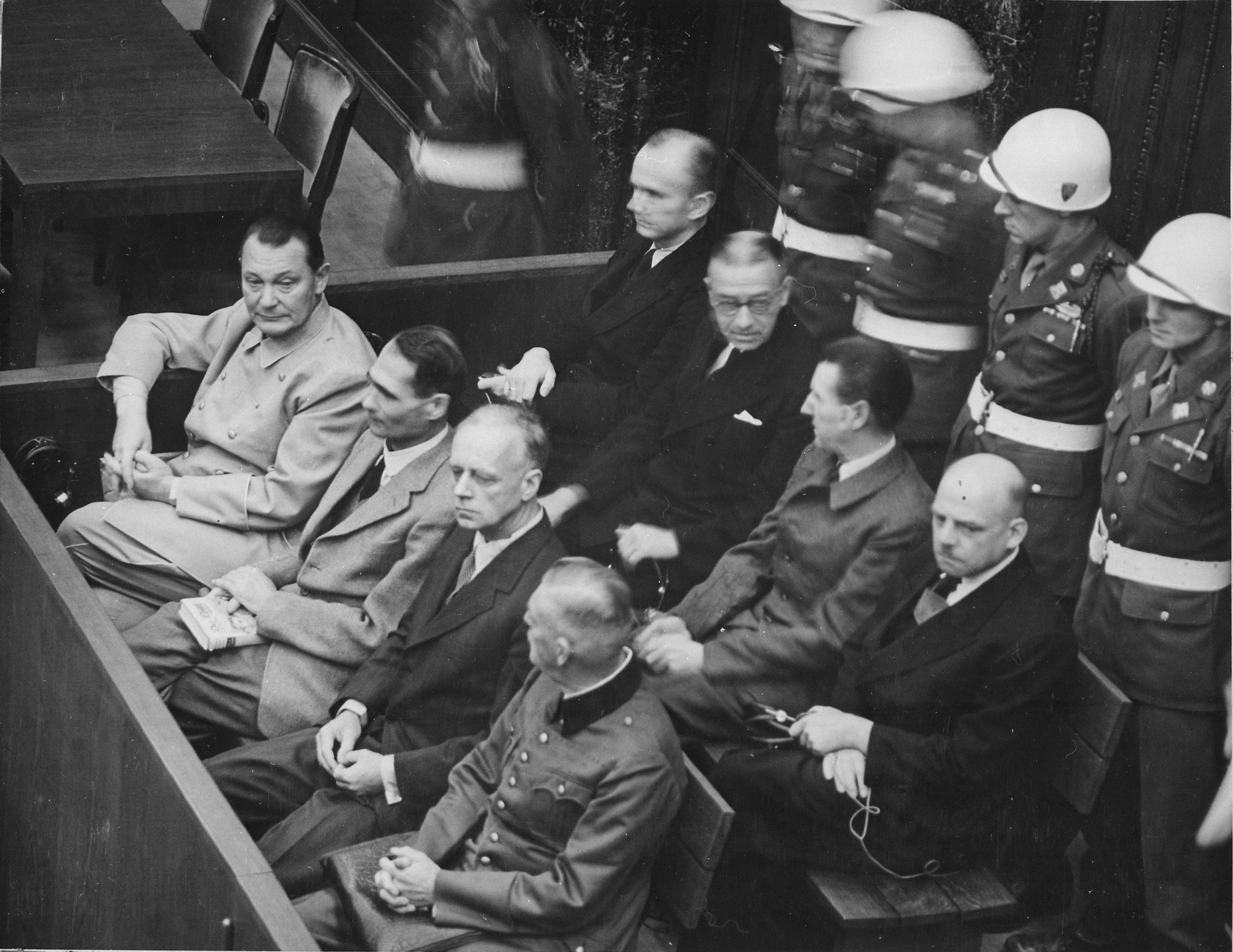
Dönitz en los juicios de Núremberg. Segunda fila, arriba.

En los juicios de Núremberg enfrentó cargos de crímenes de guerra y crímenes contra la paz. No se le acusó de crímenes contra la humanidad, pero sí de planificar la guerra y de dar órdenes para no prestar ayuda a los náufragos en los ataques de los submarinos. Esta era la acusación más importante y se basaba en una orden directa dada por Dönitz en 1942, tras el hundimiento del transatlántico Laconia con miles de náufragos británicos, polacos e italianos. El comandante del submarino organizó el salvamento de los náufragos y declaró neutral la zona por Alemania para permitir el rescate. Al ser bombardeado el submarino por un avión aliado durante el rescate, Dönitz ordenó textualmente:

Está prohibido el salvamento de los navíos echados a pique, es decir, recoger a los náufragos o distribuir víveres y agua potable. Porque el salvamento es contrario a las exigencias más elementales de la guerra en el mar.

Declarado culpable de dos de los tres cargos, fue condenado a diez años que cumpliría en la prisión de Spandau. En un principio fue una de las condenas más discutidas, dado que supuestamente Dönitz mantuvo una condición estrictamente militar, equivalente a la de los militares aliados. En este sentido, el defensor de Dönitz presentó una declaración jurada del almirante estadounidense Chester Nimitz, en la que reconocía que en el conflicto con Japón, los Aliados usaron las mismas tácticas de no rescatar a náufragos.
Estas consideraciones han sido, sin embargo, rebatidas por varios historiadores de la Segunda Guerra Mundial, entre ellos el británico Max Hastings. Para ellos lo único que produjo el papel de Dönitz con su gobierno en las postrimerías de la guerra fue alargar la carnicería que se cernía sobre Alemania y los Aliados. El no capitular inmediatamente después de asumido su gobierno fue una decisión que costó miles de vidas adicionales, cuando el resultado del conflicto era evidente para todos. Por expresas órdenes suyas siguieron aplicándose las penas de muerte a los desertores y amotinados, continuando una lucha insensata por parte de las Fuerzas Armadas alemanas en el frente oriental.

El comportamiento que mostró Dönitz durante su breve y grotesca aparición como último Führer dio al traste con sus pretensiones de hacer ver que no era más que un oficial de Marina que había caído en malas compañías. Tuvo suerte de escapar del patíbulo durante los juicios de Núremberg.
Max Hastings

Su estancia en prisión no le impidió participar en las elecciones presidenciales de 1954, aunque quedó muy lejos de su objetivo. Después de ser puesto en libertad el 1 de octubre de 1956, se retiró a la pequeña aldea de Aumühle, cerca de Hamburgo. Allí escribió dos libros sobre sus experiencias como marino y breve jefe de Estado. Falleció el 24 de diciembre de 1980, y a su entierro, realizado el 6 de enero de 1981, acudieron sus antiguos compañeros de armas. El gobierno alemán de la época prohibió a los oficiales de la reconstituida Bundesmarine acudir de uniforme, por sus responsabilidades políticas durante el Tercer Reich.

## Condecoraciones
- 07/11/1914 : Cruz de Hierro, 2.ª clase
- 05/05/1916 : Cruz de Hierro, 1.ª clase
- 18/09/1939 : Barra para su Cruz de Hierro de 2.ª clase 1914
- 20/12/1939 : Barra para su Cruz de Hierro de 1.ª clase 1916
- 27/02/1940 : U-Bootkriegsabzeichen
- 21/04/1940 : Cruz de Caballero
- 06/04/1943 : Cruz de Caballero con Hojas de Roble

## Grados militares
- 01/04/1910 : Seekadett
- 15/04/1911 : Fähnrich zur See
- 27/09/1913 : Leutnant zur See
- 22/03/1916 : Oberleutnant zur See
- 01/01/1921 : Kapitänleutnant
- 01/11/1928 : Korvettenkapitän
- 01/10/1933 : Fregattenkapitän
- 01/10/1935 : Kapitän zur See
- 01/10/1939 : Konteradmiral
- 01/09/1940 : Vizeadmiral
- 14/03/1942 : Admiral
- 30/01/1943 : Großadmiral

Fuente:

## Obras
- Diez años y veinte días. Hamburgo, 1958. Publicado en España en 1959 con el mismo título.
- Mi vida como soldado o Mi azarosa vida. Berlín, 1968.